# Dystrykt Luwingu
Dystrykt Luwingu – dystrykt w północnej Zambii w Prowincji Północnej. W 2000 roku liczył 80 758 mieszkańców (z czego 50,29% stanowili mężczyźni) i obejmował 16 877 gospodarstw domowych. Siedzibą administracyjną dystryktu jest Luwingu.